# Julie Larson-Green

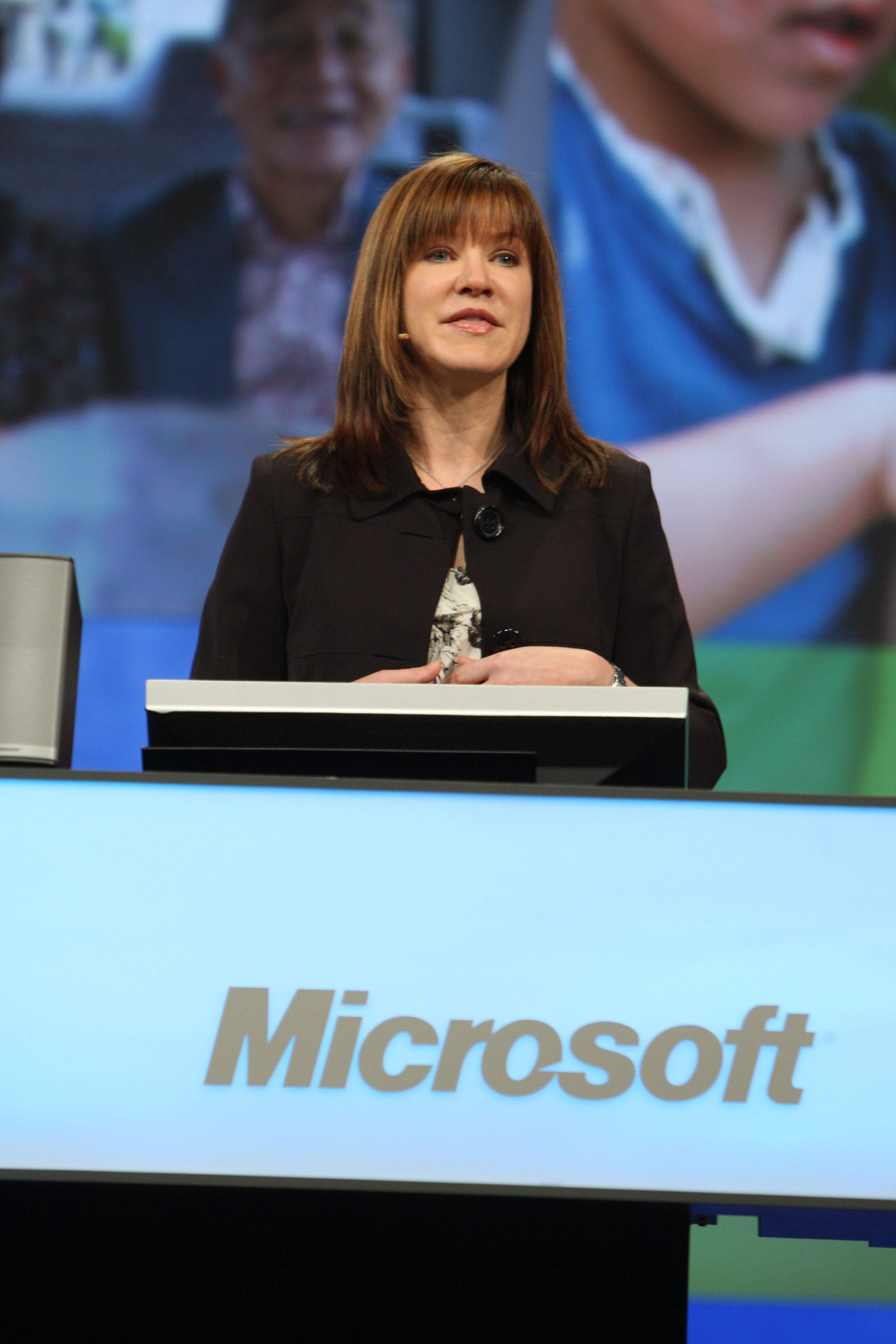
Julie Larson-Green

Julie Larson-Green (* 1962) ist Chief Experience Officer des Office-Teams bei Microsoft. Zuvor war sie Executive Vice President der „Devices and Studios Group“ bei Microsoft. Als solche war sie verantwortlich für sämtliche Hardware sowie die Microsoft Studios. In der Vergangenheit war sie Geschäftsleiterin der Windows Division bei Microsoft.

## Kindheit
Larson-Green wuchs im Bezirk Whatcom County im US-Bundesstaat Washington auf.

## Karriere
Larson-Green studierte erfolgreich Betriebswirtschaftslehre an der Western Washington University und arbeitete danach für den Support des Softwareherstellers Aldus. Sie brachte sich in dieser Zeit das Programmieren selber bei und schloss ihren Master in Informatik ab. Danach wurde sie Geschäftsleiterin der Entwicklungsabteilung bei ihrem alten Arbeitgeber Aldus, welcher inzwischen von Adobe übernommen wurde. Im Jahre 1993 wechselte sie als Programmmanagerin für Visual C++ zu Microsoft. Ab 1997 leitete sie das Interfacedesign von Office XP, Office 2003 und Office 2007. Im Jahre 2012 wurde sie Geschäftsleiterin der Windows Division bei Microsoft. Sie übernahm das Amt von Steven Sinofsky im November 2012, da dieser Microsoft verlassen hatte. Im Zuge von Restrukturierungen im Juli 2013 durch den damaligen CEO Steve Ballmer stieg sie zur Leiterin der neu gegründeten „Devices and Studios Group“ auf. Nach der Zusammenlegung der „Devices and Studios Group“ mit dem Windows-Geschäftsbereich, die seitdem vom bisherigen Windows-Chef Terry Myerson als neuer Geschäftsbereich geleitet werden, wechselte sie als „Chief Experience Officer“ erneut zur Office-Sparte bei Microsoft.